# Ladislav Gradečak
Ladislav Gradečak (LADGRAD) je hrvatski umjetnik (kipar i slikar), rođen u Varaždinu u doba strašne ratne strahote i ratnih razaranja gdje i danas živi i stvara. Od svojeg najranijeg djetinjstva pokazivao je darovitost. Njegov život je vrlo tajanstven i isprepleten raznim događajima. Svoje slikarstvo, kao i kiparstvo, preoblikovao je tako da se uklopi u njegovo iskustvo.

### Najpoznatija djela
Gotovo da nema likovnog područja u kojem Ladislav Gradečak nije izrazio svoj umjetnički kreativni genij. Bavi se slikarstvom na platnu, skulpturom i grafikom. U požaru koji će izbiti 1977., u podrumu kuće gdje su bila deponirana neka njegova djela, izgorjelo je preko 800 grafika i pedeset ulja na platnu. U svom slikarskom atelijeru provodio bi po cijele dane.
Godine 1987. i 1988. izradio je svoje kapitalno djelo, kip  Istinski prikaz žene, viši od tri metra, te 1994., Božanska vrata na viničkoj crkvi. Autor se o njima izrazio sljedećim riječima:
 “Vrata su rađena spajanjem slike, zvuka i asocijacija u kojima se miješaju okomiti i vodoravni likovi te moj implicitni komentar.“ 
Ladgrad je svoju kompoziciju zamislio kao uspravnu pačetvorinu u kojoj je upisan križ, a površina je podijeljena na deset ploha po pet na svakom krilu vratnica. Križ je obrađen stiliziranim florealnim (biljnim) motivima.
U najgornjoj lijevoj kaseti izveden je lik Duha Svetoga u obliku golubice iz koje isijavaju zrake na brežuljkast pejzaž s dvije crkve što je općenito ambijent u koji autor smješta svoje simboličke likove. U desnoj plohi prikazan je Bog Otac s ispruženom rukom, dok iz njegove glave u prostor prodiru razgranati pravci zagonetnih značenja.
Na sjecištu križa postavljena je okrugla zlatna plaketa na kojoj je izveden lik Isusa Krista. Slijede četiri velike kasete u kojima su prikazani evanđelisti sa svojim simbolima. Svetog Marka predstavlja krilati lav s knjigom. Na tom motivu je i potpis autora jer mu je krsno ime Ladislav. U desnoj ravnini je prikaz svetog Ivana što ga simbolizira orao, znak uzvišenog nadahnuća, i knjiga. Slijede dvije identične plohe, plitke, ali izdužene, s prikazima glava anđela s krilima.
U donjoj kaseti na lijevoj strani je prikaz svetog Mateja kao kerubina u ljudskom obliku kako zapisuje Kristove pretke. Sveti Luka je na desnoj strani, a oblikovan je kao krilati vol sa svitkom. Sasvim u dnu su dvije plohe koje predstavljaju Sunce i Mjesec što su simboli Blažene Djevice Marije kojoj se pripisuju riječi: "Žena obučena u sunce, mjesec pod njezinim nogama." I prikazi ovih nebeskih tijela vezani su za krajolik u kojem se na vrhu brijega pojavljuje crkva, a u dnu na čistini skupine ljudi izvedene stilizirano.
Zamisao i izvedba  Božanskih vrata  Ladislava Gradečaka upućuje na činjenicu da autor slijedi bogatu tradiciju hrvatskog kiparstva vezanu za ukrašavanje crkvenih vrata koja započinje genijalnim ostvarenjem majstora Buvine koji je 1214. godine izveo vratnice na splitskoj katedrali.
Autor vrata na viničkoj crkvi svetog Marka iskazao se kao umjetnik koji vlada materijalom i čiji se talent posebno ističe u plastičnim oblikovanju likova i krajolika. Iluzije koje on sugerira svojim motivima izvedenim u bakrenom reljefu odaju vatru zanosa s kojom su rađeni, ali uz umjetničku vrijednost imaju oni i duhovnu jer posredovanjem simbolike govore o neraskidivoj vezanosti Svetoga Trojstva s čovjekom i prirodom, upozoravajući na ljepotu motiva, smirenost ugođaja i veličanstvenost teme. Na svetkovinu Uzašašća Gospodnjega ili Spasova 1994. godine mons. Marko Culej, pomoćni biskup zagrebački, blagoslovio je i otvorio nova vrata crkve svetog Marka u Vinici.
Te iste godine Ladgrad je dobio od samog kardinala Kuharića narudžbu da izradi službeni poklon za svetog oca Ivana Pavla II., prilikom njegovog prvog posjeta Hrvatskoj 1994. Uzoriti kardinal Franjo Kuharić predao je taj dar, remek djelo Ladislava Gradečaka, reljef u srebru i zlatu pod nazivom  Totus Tuus  (Sav Tvoj), u zagrebačkoj katedrali, kao službeni poklon Crkve u Hrvata 1994., Ivanu Pavlu II. Papa je došao u Hrvatsku kad je Zagrebačka nadbiskupija slavila devetstotu obljetnicu i dok je još trajala agresija na Hrvatsku. Ova suradnja između kardinala Kuharića i Ladgrada trajala je sve do kardinalove smrti.
Sljedeće u nizu velikih djela, nastala tijekom Domovinskog rata u njegovoj radionici, je ideja svijećnjaka duhovnog izvorišta hrvatskog naroda koju je i realizirao 1994. To kiparsko djelo sadrži bitne autorove uvide o slobodi u tkanju ljudskoga života i sudbine.
Na Misi za domovinu, tijekom proslave Dana hrvatske državnosti 1995., u zagrebačkoj katedrali, prvi hrvatski predsjednik dr. Franjo Tuđman zapalio je svijeću u svijećnjaku duhovnog izvorišta hrvatskog naroda. Simbolika ovog svijećnjaka je višestruka. Iz kaosa i nereda tako se uzdiže red, simbolizirajući vjekovnu hrvatsku težnju k državnosti. Na kraju " vertikale svjetla", u centru ploda i sjemena, nalazi se država kao želja, potreba i nužnost. Ovaj svijećnjak na svoj način prikazuje i povijest i evoluciju hrvatskog naroda izraženu u jednom predmetu.
Životni put prvog varaždinskog biskupa Marka Culeja naziv je slike, reljefa, koji je 28.rujna 1997., prigodom ustoličenja bio uručen prvom varaždinskom biskupu msgr.Marku Culeju. Samo djelo zapaženo je od svih nazočnih, ne toliko po dimenzijama (170x120), koliko poradi iznimnog dojma koji je slika proizvela na sve nazočne. Radi se zapravo o realizaciji itinerarija jedne iznimne osobnosti kao što je biskup Marko Culej. U tom reljefu (bakar, srebro, zlato), Ladgrad se uvjerljivošću uspio identificirati do simbola uspostavljanja jedne nove Kristove zajednice, nove biskupije. Te prepoznatljive značajke istodobno predstavljaju umjetničku fiksaciju iznimnog trenutka u vjerskoj i nacionalnoj povijesti hrvatskog naroda.

## Članci
- Juraj Baldani, "Božanska vrata u Vinici", Glas Koncila, 33./1994., br.22(1042), 29.V., str.15.
- Večernji list SRIJEDA, 31.V.1995., Misa za domovinu u zagrebačkoj katedrali, str.4.
- Velebit: glasilo Ministarstva obrane Republike Hrvatske [tisak] /Ministarstvo obrane/, (1995). BOŽE ČUVAJ HRVATSKU. /članak potpisao Željko Stipanović/
- Međimurske novine, 26. prosinca 1997., Ladislav Gradečak, str.12. /članak potpisao prof.dr.Zvonimir Bartolić/
- Varaždinske vijesti, broj 2591., 7.IX.1994., Varaždinac-autor službenog dara Papi, str. 40. /članak potpisuje Ivan Njegovec/
- Regionalni tjednik || 10. lipnja 2014., br.525, "Iznimno umjetničko djelo posvećeno Papi", str. 18. /članak potpisuje Ernest Fišer/
- Regionalni tjednik || 24. lipnja 2014., br.527, "Dva Krklecova lika", str.18-19. /bakreni reljef koji je izradio varaždinski umjetnik Ladislav Gradečak simbolizira prolaznost vremena, ali i ne prolaznost kvalitetnih djela/[2]

## Knjige
- Anđelko Košćak: Vinica-Župa sv. Marka evanđelista, Denona, Zagreb, (2013).ISBN 978-953-6729-38-8
- A.P.Kezele: Istina u pjesmi, Dvostruka Duga, Čakovec (1994). ISBN 953-96171-1-1(ilustracije Ladislav Gradečak)[3]
- Zvonimir Bartolić: Kronika jednog kritika, ZRINSKI d.d., Matica Hrvatska, Čakovec (1991), str.252.
- The art movement of spiritual realism / Ladislav Gradečak ; [translation Tibor Šimić ; photographs Kruno Sudec]. - Varaždin : Tiskara Varteks, 2008. – 125 str. : ilustr. (pretežno u bojama) ; 21 cm Str. 7-11: Foreword / Violeta Njegać. - Str. 124-125: Afterword / Bojan Mucko Prizl. ISBN 978-953-7281-12-0
- Hrvatski kajkavski kolendar 1998. Nova stranica u povijesti hrvatske crkve, str.47. ZRINSKI d.d., Čakovec (1997).
- PAPA U HRVATSKOJ 10-11.rujna 1994. Europapress holding, Glas Koncila, 63str., 64str.
- Devetstota obljetnica Crkve zagrebačke, Nadbiskupija Zagrebačka, (1995), 82str., 83str. ISBN 953-96624-3-5